# Kurt Aeschbacher
Pour les articles homonymes, voir Aeschbacher.
Kurt "Aeschbi" Aeschbacher (né le 24 octobre 1948 à Berne) est un animateur de télévision suisse allemande.

## Biographie
Après une licence d'économie à l'université de Berne, il travaille dans un bureau d'architecture puis est vice-président de Grün 80. Il entre à la Schweizer Radio und Fernsehen en 1981 comme rédacteur et animateur, d'abord de l'émission Karussell puis Grell-pastell, Casa Nostra ou City-Trends.
En 2001, il a son talk-show hebdomadaire Aeschbacher, dans lequel il interviewe quatre personnes sur leurs vies. À l'été 2006, dans Aeschbachers Sommerjob, on le voit dans des métiers saisonniers. Au printemps 2009, il présente également six émissions de Liebesgeschichten.
Dans un article du 26 avril 2005, à l'occasion du référendum sur le partenariat enregistré, le Tages-Anzeiger estime que la révélation de l'homosexualité de personnalités comme Aeschbacher apporta une contribution importante à une plus grande acceptation de l'homosexualité. Aeschbacher participe à diverses manifestations en faveur de la nouvelle loi.
Kurt Aeschbacher est le premier ambassadeur de l'UNICEF pour la Suisse.
Au Concours Eurovision de la chanson 2014, il présente le vote de la Suisse.

## Source de la traduction
- (de) Cet article est partiellement ou en totalité issu de l’article de Wikipédia en allemand intitulé « Kurt Aeschbacher » (voir la liste des auteurs).